# Vinylshakerz
Vinylshakerz (ook bekend als Vanguard) was een Duits electrohouse samenwerkingsverband van Mike Griesheimer, Thomas Detert en Rico Bernasconi. De groep was actief van 2004 tot 2011 en maakte een aantal remixen. Hun meest bekende werk is een extended play-remix van One Night in Bangkok.

## Discografie

### Albums
- 2006: Very Superior

### Ep's
- 2005: One Night in Bangkok
- 2005: Club Tropicana
- 2006: Daddy Cool
- 2006: Luv In Japan
- 2007: Forget Me Nots